# Luigi Loir
Pour les articles homonymes, voir Loir.
Aloys François Joseph Loir, dit Luigi Loir, né le 22 janvier 1845 à Goritz en Empire d'Autriche, et mort le 9 février 1916 à Paris 9e, est un peintre, illustrateur et lithographe français.

## Biographie
Luigi Loir est le fils de Tancrède François Loir et Thérèse Leban, son épouse, respectivement valet et gouvernante de la famille royale française en exil en Autriche au palais Coronini-Kronberg situé à Gorizia. 
Sa famille s'installe ensuite dans le duché de Parme en 1847, et Luigi Loir étudie à l'école des beaux-arts de Parme en 1853. 
Peintre paysagiste, son premier tableau reconnu est le Paysage à Villiers-sur Seine (1865), deux ans après son retour à Paris aux chevets de son père. Signalé commé élève de Jean Pastelot (1820-1870), il expose cette année-là pour la première fois au Salon. Il optient une médaille de 3e classe au salon de  1879, puis une médaille de 2e classe en 1886, et enfin la médaille d'or dutant l'Exposition universelle de 1889, et passe hors concours. 
Il se fait connaître pour ses peintures sur plafond[Lesquelles ?].
Il réalise quelques dessins pour la biscuiterie LU.
Il se distingue aux Combats du Bourget des 28 au 30 octobre et à la deuxième bataille du Bourget, lors de la Guerre de 1870.
Il est membre des hydropathes.
Il est nommé chevalier de la Légion d'honneur en 1898.
Il présente encore quatre toiles au Salon des artistes français en 1914. Sa dernière adresse parisienne est signalée au 155 boulevard de Magenta.

## Œuvre

### Affiches
- 1899 : L'Exposition de Paris de 1900, publication illustrée d'environ 2000 gravures... Montgredien & Cie,  Établissements Minot Imprimeur.
- 1900 : L'Unique grand prix décerné à la biscuiterie française, Paris 1900. Biscuits Lefèvre Utile LU, Paris, Imprimerie F. Champenois.
- 1904 : Chemin de fer d'Orléans. Banlieue de Paris, Athis-Mons, Impr. Minot.

### Ouvrages illustrés
- Coquelin cadet, Le Monologue moderne, Paris, Ollendorf, 1880.
- Jules Verne, Voyages extraordinaires[Lequel ?], 1882.
- Georges Lorin, Les Maisons : rimes humoristiques, Paris, Paul Ollendorf éditeur, 1883.
- Georges Lorin, Paris rose, Ollendorff, 1884.
- Charles Leroy, Nouveaux exploits du colonel Ramollot, Paris, Marpon et Flammarion, 1884.
- Achille Mélandri, Patte de velours, Paris, E. Dentu, 1887.
- Album des célébrités contemporaines publié par Lefèvre-Utile, Nantes, 1901.
- Jules Clarétie, Les piétons de Paris, Paris,  Le livre contemporain, 1911.

### Salons
- 1865 : Paysages de Parme ; Vue de Rome ; Vue de Dieppe (gouaches).
- 1879 : médaille de troisième classe.
- Salon des artistes français :
  - 1886 : médaille de seconde classe ;
  - 1889 : médaille d'or.

### Œuvres dans les collections publiques
- En Angleterre
  - Londres, Connaught Brown :  Quai Bourbon, s.d.
- En France
  - Bar-le-Duc, musée Barrois : Avant l'embarquement, effet crépusculaire, 1893
  - Bordeaux, musée des Beaux-Arts : Aux lilas, 1899
  - Châlons-en-Champagne, musée des Beaux-Arts et d'Archéologie : La Seine au pont de l'Alma au crépuscule
  - Marseille, musée des civilisations de l'Europe et de la Méditerranée : Félicia Mallet dans L'Enfant prodigue, chromolithographie
  - Paris : 
    - Hôtel de ville de Paris :
      - Les Préparatifs de la fête foraine (salle d'honneur du conseil municipal)
      - La Rue de la Pitié vue du Val de Grâce (salon des sciences)

    - musée Carnavalet : Porte Maillot, effet de neige, la nuit, huile sur toile
Passage d'un char de carnaval rue de Rivoli, 1912
    - Petit Palais : Le Marché à la ferraille

  - Roubaix, musée La Piscine : Construction du métropolitain, 1900
  - Rouen, musée des Beaux-Arts : La Crue de la Seine de Paris
- En République tchèque
  - Prague, Galerie nationale : Le Métropolitain, 1899
- En Russie
  - Moscou, Musée des Beaux-Arts Pouchkine : Smoke on the Paris Circuit Line (The Paris Suburb), 1885
- Au Canada
  - Montréal, Musée des beaux-arts de Montréal : Le Point-du-Jour à Auteuil : crépuscule, 1883
- Aux États-Unis
  - Chicago, Art Institute of Chicago : The Boathouse, c. 1885
  - Minneapolis, Minneapolis Institute of Art : L'Avenue de Neuilly, jour d'hiver, 1874
  - Saint-Louis, Saint Louis Art Museum : Le Pont d’Austerlitz, 1882

## Galerie

Œuvres de Luigi Loir
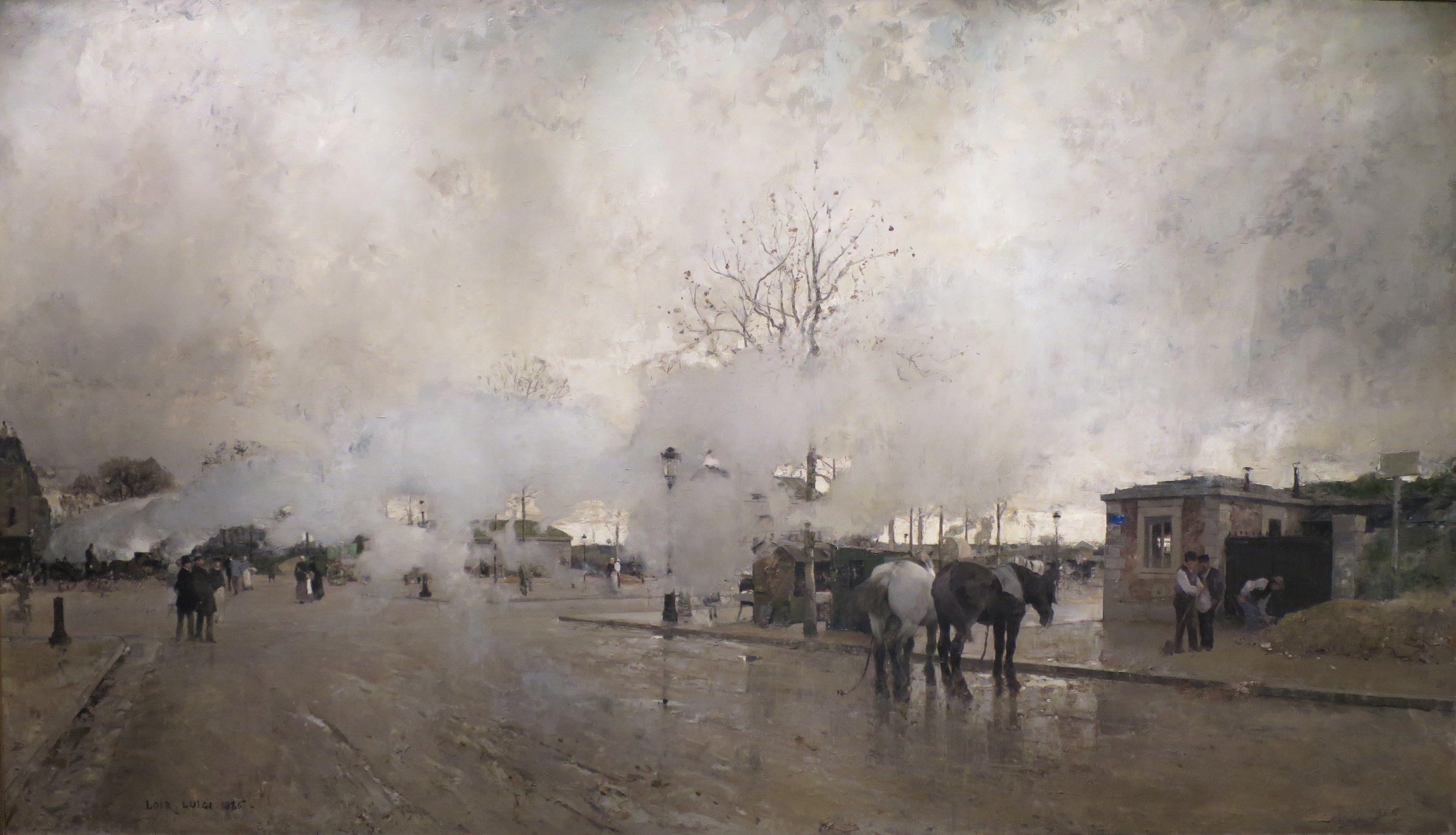
Smoke on the Paris Circuit Line (The Paris Suburb) (1885), Moscou, Musée des Beaux-Arts Pouchkine
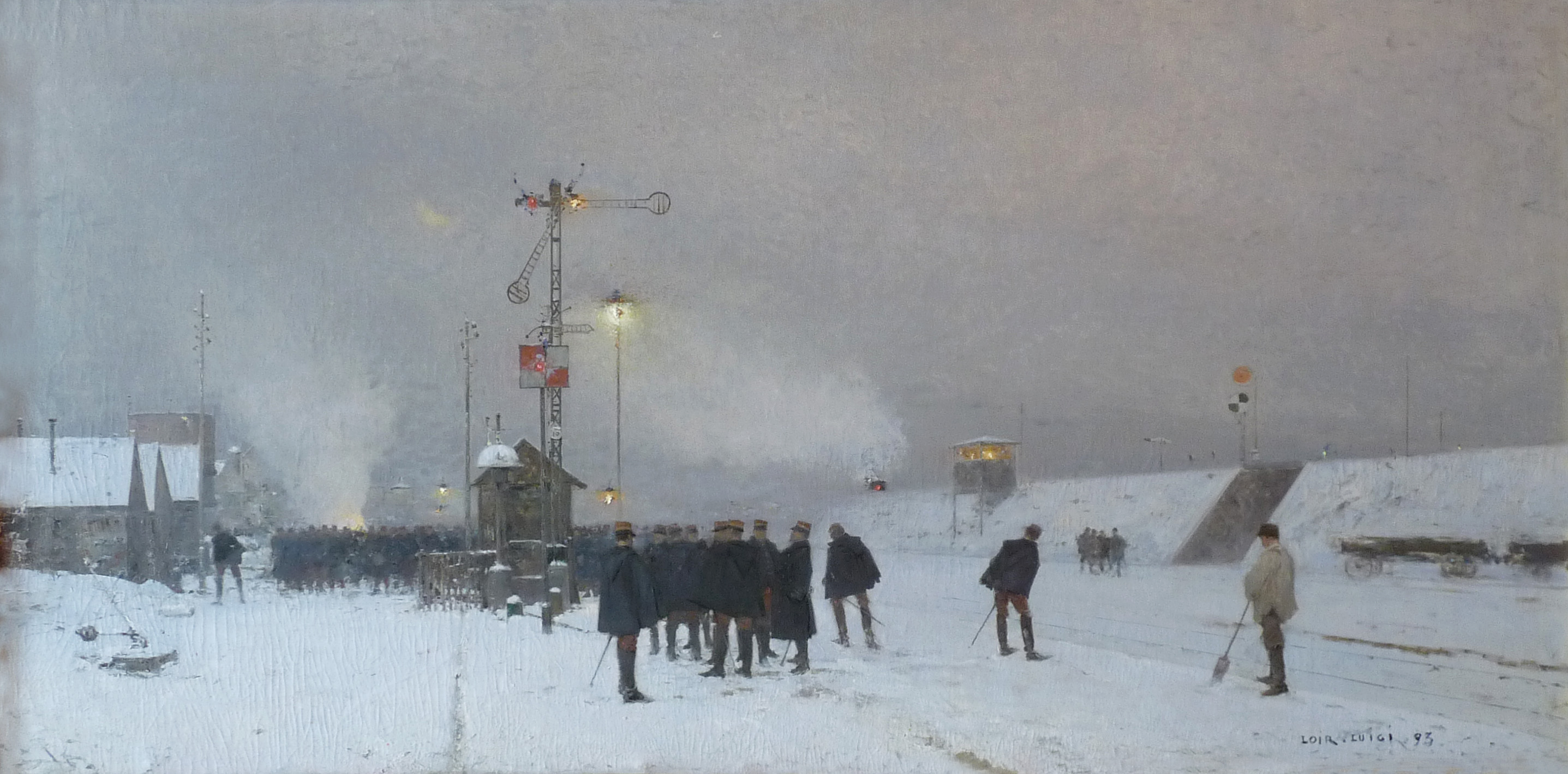
Avant l'embarquement, effet crépusculaire (1893), Bar-le-Duc, musée Barrois.
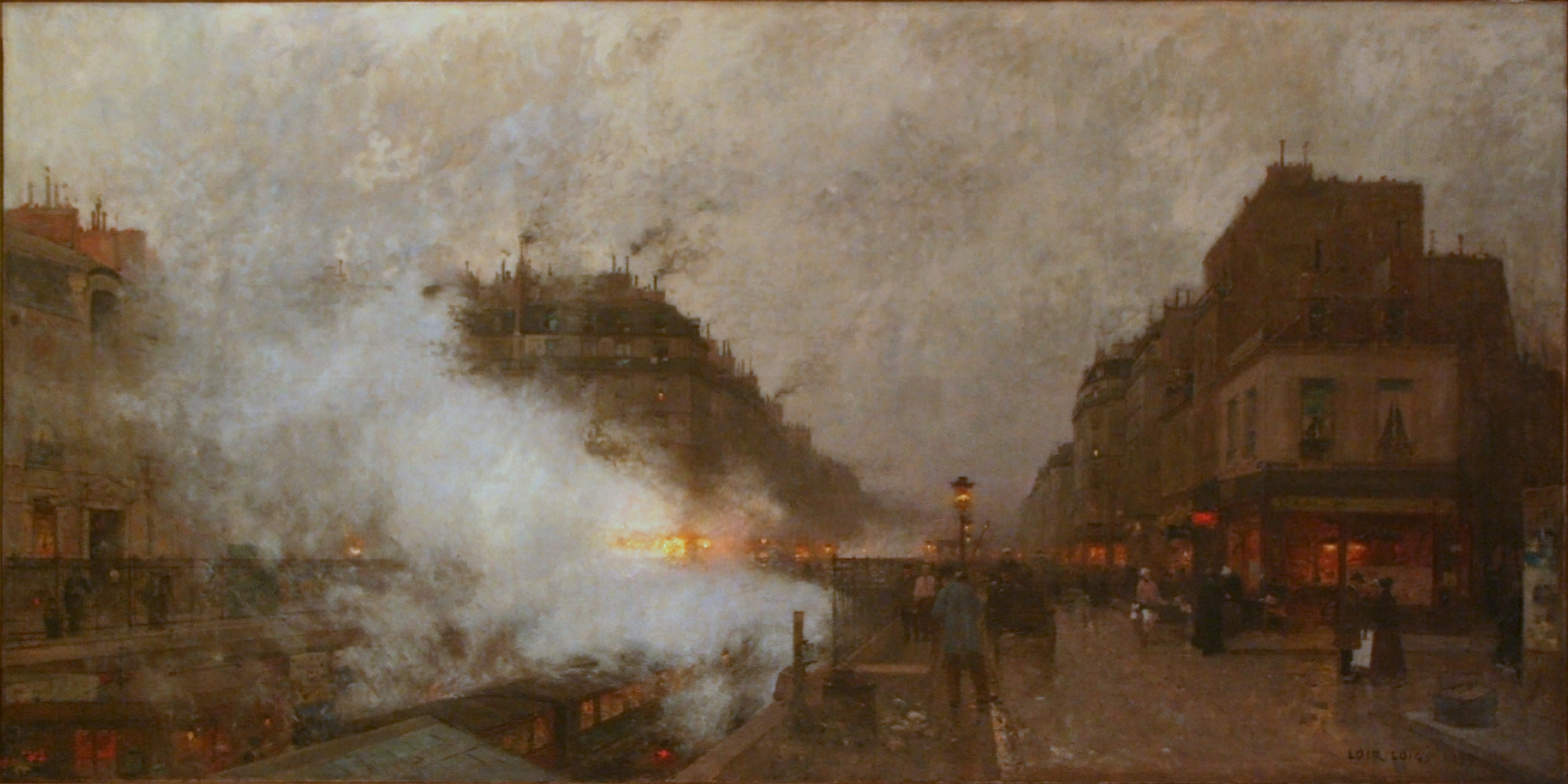
Le Métropolitain (1899), Galerie nationale de Prague.
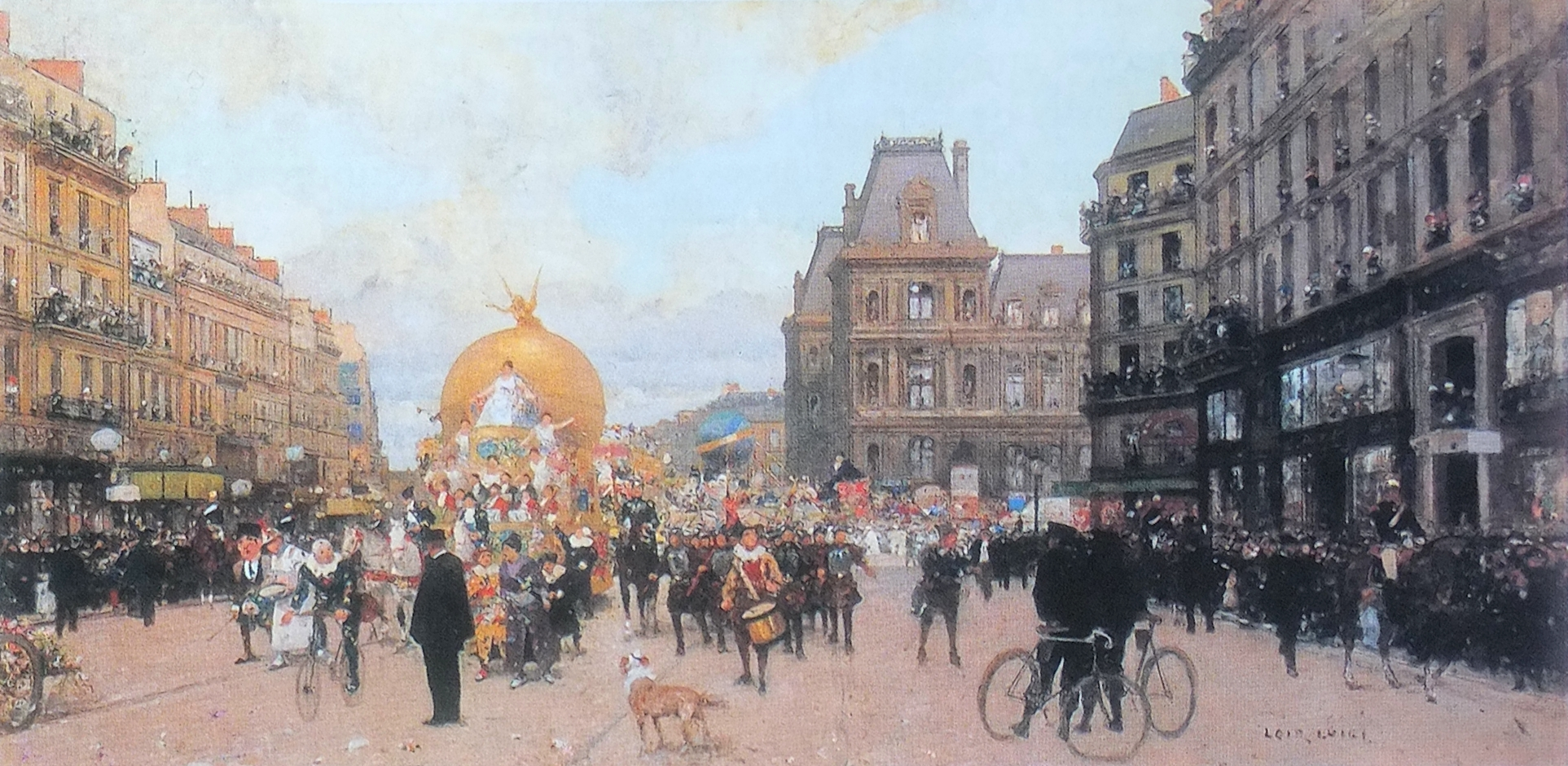
Passage d'un char de carnaval rue de Rivoli (1912), Paris, musée Carnavalet.
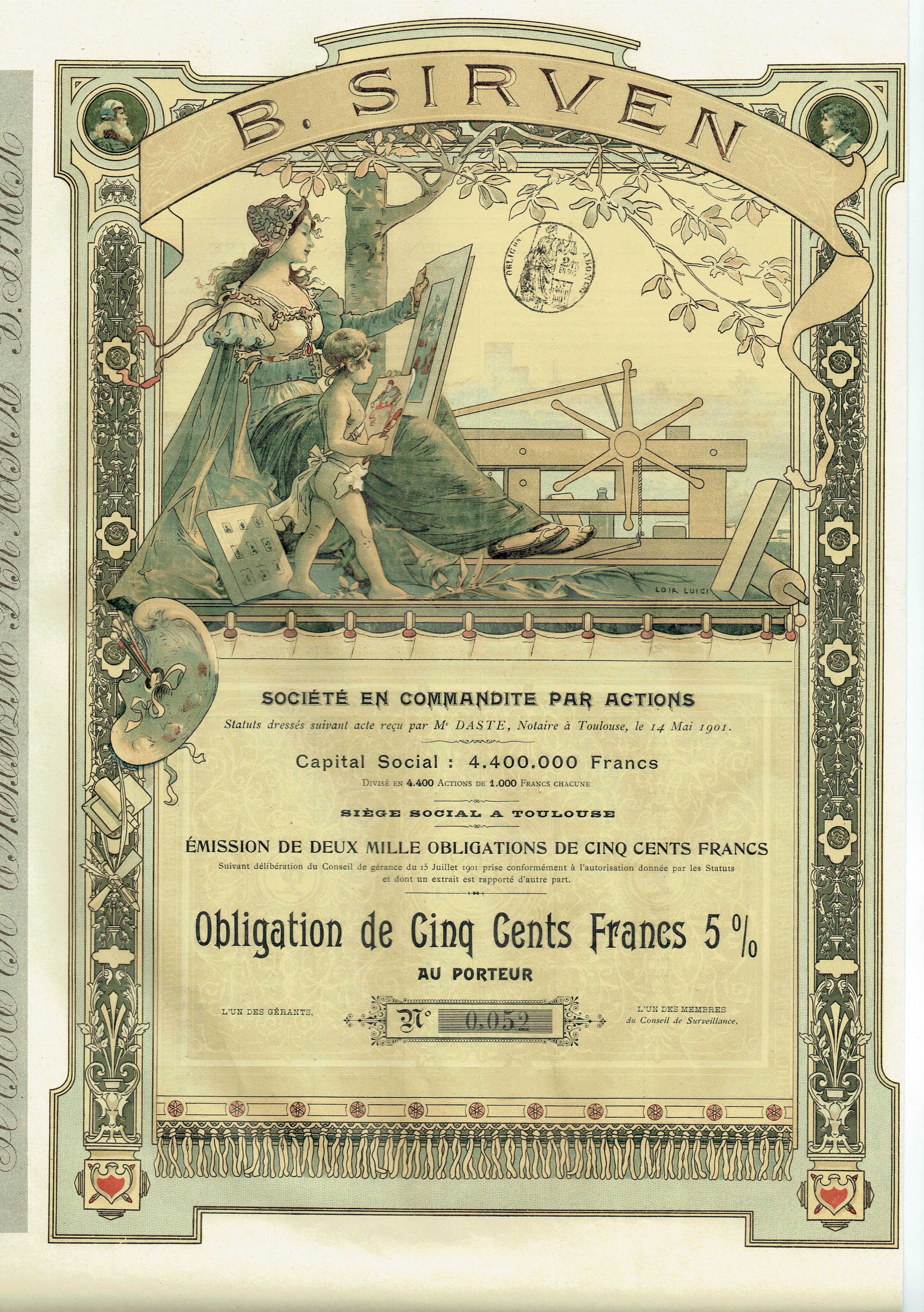
Obligation de la Société B. Sirven en date du 14 mai 1901; illustré par Luigi Loir